# Penny Hardaway
Penny Hardaway, właśc. Anfernee Deon Hardaway (ur. 18 lipca 1971 w Memphis) – amerykański koszykarz występujący w lidze NBA w latach 1993–2007, czterokrotnie wybierany do NBA All-Star Game, złoty medalista olimpijski z 1996. Trener drużyny uniwersyteckiej Memphis Tigers.

## Dzieciństwo
Anfernee Hardaway urodził się i dorastał w Memphis jako syn Fae Hardaway i Eddie Goldena. Pseudonim Hardaway'a „Penny” powstał, gdy jego babcia Louise Hardaway mówiąca z południowoamerykańskim akcentem wołała na niego „Pretty”, jednak brzmiało to właśnie jak „Penny”. To właśnie jego babcia najczęściej zajmowała się młodym Hardaway'em, podczas gdy jego matka pracowała. Pierwsza miłością Hardaway'a był futbol amerykański, jednak szybko przekonał się on, że jego powołaniem jest koszykówka. W czasach nauki w Lester Middle School był jednym z najlepszych koszykarzy w stanie.

## High School
Penny dorastał grając w koszykówkę w Memphis w Treadwell High School, zdobywając średnio na mecz: 36,6 punktów, 10,1 zbiórek, 6,2 asyst, 3,9 przechwytów oraz 2,8 bloków. W ostatnim roku gry został nazwany Graczem Roku spośród wszystkich uczniów szkół średnich. W sumie Hardaway w szkole średniej zdobył 3.039 punktów.

## College
Studiował w Memphis State University (dziś University of Memphis). W czasie pierwszego roku na studiach Penny nie grał ze względu na zaległości w nauce, jednak już w drugim roku poprowadził Memphis do wielu sukcesów w NCAA. Został także wyróżniony nagrodami: Gracz Roku Midwest Conference oraz Debiutant Roku w konferencji.
Latem 1992 został wybrany (wspólnie z m.in. Chrisem Webberem, Grantem Hillem i Allanem Houstonem) do drużyny 1992 USA Basketball Developmental Team, która była jednym ze sparingpartnerów dla drużyny olimpijskiej USA z 1992, na czele której stali m.in. Michael Jordan czy Magic Johnson. Drużyna Hardaway'a pokonała Dream Team 62-54 w czasie 20-minutowego spotkania pokazowego. 
W kolejnym roku gry dla Memphis Tigers poprawił jeszcze swoje osiągnięcia, ponownie zostając wybrany do All-American Team. Zrezygnował z ostatniego roku gry i postanowił wziąć udział w Drafcie do NBA. Rok później University of Memphis wycofał jego numer 25, z którym Hardaway grał dla Tigers.
W 2003 roku wrócił na University of Memphis i ukończył studia licencjackie na kierunku zawodowym, równo dziesięć lat po opuszczeniu murów szkoły.

## NBA
Draft do NBA 1993 odbył się 30 czerwca 1993 roku w Auburn Hills w stanie Michigan. Penny Hardaway został wybrany z numerem 3 przez Golden State Warriors, jednak jeszcze w trakcie Draftu ogłoszono wymianę pomiędzy właśnie Wojownikami i Orlando Magic, którzy z numerem 1 wybrali Chrisa Webbera. Tym samym Hardaway trafił na Florydę, gdzie połączył swoje siły z m.in. Shaquillem O'Nealem.

### Orlando Magic (1993–1999)

#### 1993–94
Już w pierwszym meczu przeciwko Miami Heat wyszedł w pierwszej piątce, grając początkowo na pozycji rzucającego obrońcy. Razem z O'Nealem doprowadzili Orlando do 50 zwycięstw w sezonie i udziału w play off. Penny zdobywał średnio 16 punktów oraz 6,6 asyst i 5,4 zbiórki. Ponadto w trakcie All-Star Weekend otrzymał nagrodę MVP Rookie Game, a na zakońćzenie sezonu przegrał minimalnie rywalizację z Chrisem Webberem o miano Debiutanta Roku.

#### 1994-95
W kolejnym sezonie 1994-95 Penny Hardaway pokazał grę na niezwykle wysokim poziomie. Orlando wygrało 57 spotkań w sezonie zasadniczym, a Hardaway zdobywał średnio na mecz: 20,9 punktów, 7,2 asyst, 4,4 zbiórki oraz 1,7 przechwytów. Jako jedyny zawodnik w lidze zdobywał jednocześnie przeciętnie 20 punktów, 5 asyst i rzucał ze skutecznością 50% na każdy mecz. Po raz pierwszy w karierze Penny wystąpił w spotkaniu gwiazd jako zawodnik podstawowej „piątki”, a także był uhonorowany zaliczeniem do I składu NBA.
W play off Orlando spisywało się doskonale, głównie dzięki fantastycznej grze duetu Penny Hardaway – Shaquille O’Neal. W drugiej rundzie wyeliminowali Chicago Bulls i ostatecznie awansowali do finałów NBA. Tam jednak lepsi okazali się koszykarze Houston Rockets, wygrywając serię 4-0. W finałowych spotkaniach Hardaway zdobywał średnio 24,5 pkt. na mecz.

#### 1995-96
Tuż przed rozpoczęciem sezonu kontuzji doznał O’Neal i nie grał przez kilka miesięcy. To sprawiło, że rolę prawdziwego lidera w Magic przejął Hardaway i wywiązywał się z niej doskonale. Pomimo braku O’Neala drużyna była wciąż jedną z najlepszych w lidze, a Penny został wybrany graczem listopada (śr. 27 pkt.). Ponownie wystąpił także w podstawowym składzie Wschodu w All Star Game. Ostatecznie Orlando wygrał w całym sezonie 60 spotkań, a Hardaway zdobywał średnio w meczu: 21,7 punktów, 7,1 asyst, 4,3 zbiórki i w całym sezonie uzyskał 166 przechwytów (5 miejsce w lidze). Po raz kolejny został uhonorowany nagrodą All-NBA First Team. Ponownie jako jedyny zawodnik w lidze zdobywał jednocześnie przeciętnie 20 punktów, 5 asyst i rzucał ze skutecznością 50% na każdy mecz. W głosowaniu na najlepszego zawodnika ligi (MVP) zajął 3. miejsce.
W play off Orlando Magic dotarli do finału Konferencji Wschodniej, w którym ulegli późniejszym mistrzom – Chicago Bulls. W rundzie play off Penny zdobywał średnio 24,5 pkt oraz 8 asyst. W spotkaniu przeciwko Denver Nuggets Penny Hardaway uzyskał 42 punkty, najwięcej w karierze.
Latem 1996 Penny grał w drużynie olimpijskiej USA, która w czasie Igrzysk Olimpijskich w Atlancie zdobyła złoty medal. Hardaway w każdym meczu zdobywał przeciętnie 9 punktów, a w meczu finałowym USA – Jugosławia zdobył 17 punktów.

#### 1996-97
W czasie letniej przerwy między sezonami zespół Orlando Magic opuścił Shaquille O’Neal, który przeniósł się do Los Angeles Lakers. Hardaway stał się samodzielnym liderem Magic, jednak kontuzje nie pozwoliły mu zagrać we wszystkich spotkaniach. Ostatecznie Penny wystąpił w 59 meczach, w których zdobył przeciętnie na mecz: 20,5 punktów, 5,6 asyst, 4,5 zbiórki i 1,6 przechwytów. Został także zaliczony do III składu NBA i po raz kolejny wystąpił w wyjściowym składzie, w meczu gwiazd.
Orlando Magic wygrało w sezonie 47 spotkań i w pierwszej rundzie play-off trafiło na Miami Heat. Po pierwszych dwóch spotkaniach Heat prowadzili 2-0, jednak doskonała gra Hardawaya w kolejnych spotkaniach sprawiła, że nadzieje fanów Magic na awans do dalszej rundy ponownie odżyły. Penny zdobył 42 pkt w trzecim meczu, 41 pkt. w czwartym i 33 pkt. w spotkaniu numer 5. Brak wsparcia ze strony kolegów sprawił, że ostatecznie to Miami okazało się lepszą drużyną,awansując do drugiej rundy. Hardaway w play off zdobywał średnio 31 pkt. na mecz, ustępując w tej klasyfikacji tylko Michaelowi Jordanowi (31,1 pkt.)

#### 1997-98
Sezon 1997-98 był jednym z najbardziej pechowych w karierze Hardawaya. Kontuzja kolana wykluczyła go z gra przez niemal cały sezon. W sumie rozegrał tylko 19 spotkań, zdobywając średnio na mecz: 16,4 punktów, 4,0 zbiórki, 3,6 asysty i 1,5 przechwytów. Po raz czwarty z rzędy wystąpił także w wyjściowym składzie Wschodu w czasie All-Star Game, zdobywając w nowojorskiej Madison Square Garden sześć punktów i trzy asysty.

#### 1998-99
Sezon 1998-99 został znacznie skrócony ze względu na lokaut i z tego powodu każda drużyna rozegrała tylko 50 spotkań w sezonie zasadniczym. Penny wystąpił we wszystkich tych pojedynkach, zdobywając przeciętnie na mecz: 15,8 punktów, 5,7 zbiórek, 5,3 asyst oraz uzyskując w sezonie 111 przechwytów (5 miejsce w lidze).
W play off Magic przegrali jednak szybko z Philadelphia 76ers, a Penny w serii zdobywał średnio 19 punktów.
W sumie Penny rozegrał 369 spotkań w sezonie zasadniczym w barwach Orlando Magic, zdobywając przeciętnie 19 punktów, 6,3 asysty, 4,7 zbiórki oraz 1,9 przechwytów na każde spotkanie. W 45 spotkaniach play off jego średnie były jeszcze lepsze wynosiły: 21,8 punktów, 6,5 asysty, 4,9 zbiórki i 1,9 przechwytów. Do dziś jest jedną z największych ikon tego zespołu w historii jej występów w NBA.

### Phoenix Suns (1999-2004)

#### 1999-2000
5 sierpnia 1999 Penny Hardaway podpisał kontrakt z Phoenix Suns w zamian za Danny'ego Manninga, Pata Garrity'ego i przyszły wybór w drafcie dla Magic. Wówczas to wraz z Jasonem Kiddem tworzyli jeden z najlepszych filarów obronnych w NBA nazwany BackCourt 2000.
W całym sezonie duet Kidd-Hardaway rozegrał wspólnie tylko 45 spotkań ze względu na kontuzję stopy Hardawaya i kostki Kidda. W sumie w pierwszym sezonie w Suns Penny zagrał w 60 spotkaniach zdobywając średnio na mecz: 16,9 punktu, 5,8 zbiórki, 5,3 asysty oraz 1,6 przechwytu. Phoenix Suns zakończyli sezon z wynikiem 53-29, co dało im piąte miejsce na Zachodzie.
W pierwszej rundzie play off ich przeciwnikiem byli faworyzowani San Antonio Spurs, którzy byli obrońcami tytułu mistrzowskiego z poprzedniego sezonu. Dość niespodziewanie to Phoenix, które musiało radzić sobie bez kontuzjowanego Kidda, okazało się lepsze wygrywając 3-1 w serii best of five. W spotkaniu numer 3 Penny zaliczył swoje pierwsze triple double w play off (17 pkt, 13 as., 12 zb.). W drugiej rundzie play off przeciwnikami Suns byli Los Angeles Lakers na czele z byłym kolegą klubowym Hardawaya Shaquille'em O’Nealem oraz Kobe Bryantem. Na tym etapie rozgrywek Lakersi okazali się jednak za silni dla „Słońc”, wygrywając serię 4-1, a później zdobywając mistrzowskie pierścienie. W play-off średnie Penny'ego zwiększyły się do 20,3 punktu, 5,7 asysty i 4,9 zbiórki średnio na jedno spotkanie.

#### 2000-01
W sezon 2000-01 Hardaway wchodził w nowymi nadziejami, jednak szybko został sprowadzony na ziemię. Po rozegraniu zaledwie 4 spotkań, Penny doznał kontuzji kolana, po której musiał poddać się operacji. Do końca sezonu już nie wrócił na parkiet. Jego przeciętne z czterech spotkań to: 9,8 punktu, 4,5 zbiórki, 3,8 asysty oraz 1,5 przechwytu.
Phoenix Suns zakończyło sezon regularny z szóstym wynikiem na Zachodzie (51-31), a w pierwszej rundzie play off ulegli Sacramento Kings 1-3.

#### 2001-02
Na początku sezonu 2001-02 Hardaway był już zdrowy i w całym sezonie rozegrał 80 spotkań w barwach Suns w sezonie zasadniczym. Miejsce Jasona Kidda w składzie Phoenix zajął Stephon Marbury, co wymusiło nieco inną grę „Słońc”. Penny doskonale rozpoczął rozgrywki, zdobywając przeciętnie 19,9 punktu w listopadzie, jednak w trakcie sezonu do Phoenix przyszedł Joe Johnson, a zastępując Hardawaya w wyjściowej „piątce”. Po raz pierwszy w swojej karierze Penny zmuszony był rozpoczynać mecze z ławki rezerwowych, co odbiło się na jego statystykach w całym sezonie. Ostatecznie jego średnie w sezonie regularnym wynosiły: 12,2 punktów, 4,4 zbiórki, 4,1 asysty oraz 1,5 przechwytów.
Phoenix Suns zakończyło sezon zasadniczy z wynikiem 36-46, zajmując dziesiąte miejsce na Zachodzie i nie awansując do play off po raz pierwszy od 14 lat.

#### 2002-03
Kolejny sezon Penny Hardaway rozpoczął z ławki rezerwowych, jednak słaba gra Joego Johnsona sprawiła, że Penny szybko wrócił do wyjściowej „piątki”. Jego doświadczenie w połączeniu z energią młodych graczy takich jak Stephon Marbury, Amar’e Stoudemire i Shawn Marion pozwoliła Phoenix osiągnąć znacznie lepsze wyniki niż w poprzednim sezonie. Hardaway w trakcie całego sezonu opuścił 24 spotkania ze względu na kontuzję ręki. Tuż po powrocie w spotkaniu przeciwko Dallas Mavericks osiągnął kolejne w karierze triple-double (10 pkt., 10 zb., 10 as.). Ostatecznie sezon zasadniczy Hardaway zakończył ze średnimi: 10,6 punktu, 4,4 zbiórki, 4,1 asysty i 1,1 przechwytu.
Sezon regularny Phoenix zakończyło z ósmym wynikiem na Zachodzie (44-38). W pierwszej rundzie play off ich przeciwnikami byli San Antonio Spurs. „Ostrogi” okazały się lepsze, wygrywając serię 4-2 i zdobywając później mistrzowski tytuł. Hardaway w spotkaniach z San Antonio zdobywał przeciętnie: 12 punktów, 6 zbiórek, 4,3 asysty oraz 2,2 przechwytu.

#### 2003-04
W sezonie 2003-04 Penny kilkukrotnie wychodził w wyjściowym składzie Suns, jednak częściej zajmował miejsce na ławce rezerwowych. Po rozegraniu 34 spotkań w barwach Phoenix, 6 stycznia 2004 Hardaway przeniósł się do zespołu New York Knicks wraz ze Stephonem Marburym i Cezarym Trybańskim. W odwrotnym kierunku do Suns trafił przy okazji tej wymiany m.in. inny Polak Maciej Lampe. Penny Hardaway w barwach „Słońc” w sezonie osiągnął średnie: 8,7 punktu, 2,9 zbiórki i 2,9 asysty.
W sumie dla Phoenix Suns Hardaway zagrał w 236 spotkaniach w sezonie zasadniczym zdobywając przeciętnie: 12,4 punktów, 4,5 zbiórki, 4,2 asysty i 1,3 przechwytu. W play off wystąpił w 15 spotkaniach zdobywając przeciętnie: 17,3 punktów, 5,3 zbiórki, 5,1 asysty oraz 1,8 przechwytu.

### New York Knicks (2004-2006)

#### 2003-04
Penny Hardaway pomógł nowojorczykom w awansie do rundy play off, pomimo niekorzystnego bilansu 39-43. Penny w sezonie zasadniczym zdobywał przeciętnie dla New York Knicks: 9,6 punktu, 4,5 zbiórki i 1,9 asysty. W całym sezonie 2003-04 (w barwach Phoenix Suns i New York Knicks) Hardaway uzyskał średnie: 9,2 punktu, 3,8 zbiórki i 2,3 asysty.
W I rundzie play off Knicksi trafili na New Jersey Nets, przegrywając 0-4. Penny należał do najskuteczniejszych zawodników swojej drużyny, zdobywając średnio: 16,5 punktów, 5,8 asysty oraz 4,5 zbiórki.

#### 2004-2005
Przez większą część kolejnego sezonu Anfernee walczył z kontuzjami. Ostatecznie w całym sezonie wystąpił tylko w 37 spotkaniach zdobywając w nich przeciętnie: 7,3 punktu, 2,4 zbiórki i 2 asysty. New York Knicks na koniec sezonu regularnego uzyskali bilans 33-49 i nie awansowali do play off.

#### 2005-06
Poprzez problemy z kolanami w sezonie 2005-06 Penny zagrał tylko w czterech spotkaniach. Nie były to jednak udane spotkania, bowiem zdobywał w nich średnio: 2,5 punktu, 2,5 zbiórki i 2 asysty.
22 lutego 2006 wraz ze Steve'em Francisem i Trevorem Arizą, został przekazany do Orlando Magic. Pięć dni później, 27 lutego 2006 Hardaway został zwolniony przez Orlando.
Łącznie w barwach New York Knicks Penny Hardaway zagrał w 83 spotkaniach, zdobywając przeciętnie 8,2 punktu, 3,5 zbiórki i 1,9 asysty.

### Miami Heat (2007-2008)

#### 2007-08
Po dłuższej przerwie poświęconej na wyleczeniu kontuzji, Hardaway podpisał 9 sierpnia 2007 roku kontrakt z Miami Heat. Tym samym ponownie został kolega klubowym Shaquille'a O’Neala. Ponadto po raz pierwszy w karierze ubrał koszulkę z numerem 7 – do tej pory zawsze grał z numerem 1.
Ostatecznie w barwach Miami Penny rozegrał 16 spotkań, zdobywając w nich średnio 3,8 punktu, 2,2 zbiórki, 2,2 asysty i 1,19 przechwytu. 12 grudnia 2007 władze Heat zwolniły Hardawaya.
Najlepsze spotkanie w sezonie Penny Hardaway rozegrał 17 listopada 2007, zdobywając w zwycięskim pojedynku z New Jersey Nets 16 punktów, trafiając wszystkie 6 rzutów z gry, w tym cztery zza linii 3 punktów.

## Trener
W 2011 Hardaway zastąpił swojego przyjaciela, umierającego na raka, Desmonda Merriweathera, na stanowisku trenera w szkole średniej, którą przed wielu laty kończył Lester High School. Doprowadził Lester Lions do tytułu West Tennessee State.

### Memphis Tigers (2018-obecnie)
Hardaway został zatrudniony jako główny trener Uniwersytetu w Memphis 19 marca 2018 roku.  W swoim pierwszym roku jako główny trener, Hardaway poprowadził Tigers do National Invitation Tournament (NIT). Pod jego skrzydłami swoje osiągnięcia doskonalili m.in. James Wiseman oraz Precious Achiuwa. W 2023 roku Hardaway poprowadził Memphis do mistrzostwa American Athletic Conference i miejsca w turnieju NCAA w 2023 roku.

## Osiągnięcia
Na podstawie, o ile nie zaznaczono inaczej.
NCAA
- Uczestnik rozgrywek:
  - Elite 8 turnieju NCAA (1992)
  - turnieju NCAA (1992, 1993)
- Zawodnik Roku konferencji Great Midwest (1992, 1993)
- MVP turnieju Maui Invitational (1993)
- Zaliczony do I składu All-American (1993)
- Drużyna Memphis Tigers zastrzegła należący do niego numer 25

NBA
- Wicemistrz NBA (1995)
- MVP:
  - meczu debiutantów NBA (1994)
  - miesiąca NBA (listopad 1995)
  - tygodnia NBA (27.11.1994, 12.11.1995)
- Wybrany do:
  - I składu:
    - NBA (1995, 1996)
    - debiutantów NBA (1994)[2]

  - III składu NBA (1997)
- Uczestnik meczu:
  - gwiazd NBA (1995–1998)
  - debiutantów (1994)
- Debiutant miesiąca NBA (styczeń 1994, kwiecień 2014)

Reprezentacja
- Mistrz olimpijski (1996)[3]

## Filmografia
W 1994 roku, Hardaway wystąpił wraz z m.in. Shaquillem O’Nealem i Nickiem Nolte w filmie Drużyna asów, wcielając się w postać Bucha McRae.

## Statystyki w NBA
Na podstawie Basketball-Reference.com (ang.)

### Sezon regularny
| Sezon   | Drużyna  | M   | S5  | MPG  | FG%   | 3P%   | FT%    | RPG | APG | SPG | BPG | PPG  |
| ------- | -------- | --- | --- | ---- | ----- | ----- | ------ | --- | --- | --- | --- | ---- |
| 1993/94 | Orlando  | 82  | 82  | 36,8 | 46,6% | 26,7% | 74,2%  | 5,4 | 6,6 | 2,3 | 0,6 | 16,0 |
| 1994/95 | Orlando  | 77  | 77  | 37,7 | 51,2% | 34,9% | 76,9%  | 4,4 | 7,2 | 1,7 | 0,3 | 20,9 |
| 1995/96 | Orlando  | 82  | 82  | 36,8 | 51,3% | 31,4% | 76,7%  | 4,3 | 7,1 | 2,0 | 0,5 | 21,7 |
| 1996/97 | Orlando  | 59  | 59  | 37,6 | 44,7% | 31,8% | 82,0%  | 4,5 | 5,6 | 1,6 | 0,6 | 20,5 |
| 1997/98 | Orlando  | 19  | 15  | 32,9 | 37,7% | 30,0% | 76,3%  | 4,0 | 3,6 | 1,5 | 0,8 | 16,4 |
| 1998/99 | Orlando  | 50  | 50  | 38,9 | 42,0% | 28,6% | 70,6%  | 5,7 | 5,3 | 2,2 | 0,5 | 15,8 |
| 1999/00 | Phoenix  | 60  | 60  | 37,6 | 47,4% | 32,4% | 79,0%  | 5,8 | 5,3 | 1,6 | 0,6 | 16,9 |
| 2000/01 | Phoenix  | 4   | 4   | 28,0 | 41,7% | 25,0% | 63,6%  | 4,5 | 3,8 | 1,5 | 0,3 | 9,8  |
| 2001/02 | Phoenix  | 80  | 56  | 30,8 | 41,8% | 27,7% | 81,0%  | 4,4 | 4,1 | 1,5 | 0,4 | 12,0 |
| 2002/03 | Phoenix  | 58  | 51  | 30,6 | 44,7% | 35,6% | 79,4%  | 4,4 | 4,1 | 1,1 | 0,4 | 10,6 |
| 2003/04 | Phoenix  | 34  | 10  | 25,8 | 44,3% | 40,0% | 85,7%  | 2,9 | 2,9 | 0,8 | 0,2 | 9,7  |
| 2003/04 | New York | 42  | 4   | 29,0 | 39,0% | 36,4% | 77,5%  | 4,5 | 1,9 | 1,0 | 0,3 | 9,6  |
| 2004/05 | New York | 37  | 0   | 24,2 | 42,3% | 30,0% | 73,9%  | 2,4 | 2,0 | 0,8 | 0,1 | 7,3  |
| 2005/06 | New York | 4   | 0   | 18,0 | 28,6% | 0,0%  | 100,0% | 2,5 | 2,0 | 0,5 | 0,0 | 2,5  |
| 2007/08 | Miami    | 16  | 8   | 20,3 | 36,7% | 42,1% | 88,9%  | 2,2 | 2,2 | 1,2 | 0,1 | 3,8  |
| Razem   |          | 704 | 557 | 33,7 | 45,8% | 31,6% | 77,4%  | 4,5 | 5,0 | 1,6 | 0,4 | 15,2 |

### Play-offy
| Sezon | Drużyna  | M  | S5 | MPG  | FG%   | 3P%   | FT%   | RPG | APG | SPG | BPG | PPG  |
| ----- | -------- | -- | -- | ---- | ----- | ----- | ----- | --- | --- | --- | --- | ---- |
| 1994  | Orlando  | 3  | 3  | 44,3 | 44,0% | 45,5% | 70,0% | 6,7 | 7,0 | 1,7 | 2,0 | 18,7 |
| 1995  | Orlando  | 21 | 21 | 40,4 | 47,2% | 40,4% | 75,7% | 3,8 | 7,7 | 1,9 | 0,7 | 19,6 |
| 1996  | Orlando  | 12 | 12 | 39,4 | 46,5% | 36,4% | 74,4% | 4,7 | 6,0 | 1,7 | 0,3 | 23,3 |
| 1997  | Orlando  | 5  | 5  | 44,0 | 46,8% | 36,7% | 74,1% | 6,0 | 3,4 | 2,4 | 1,4 | 31,0 |
| 1999  | Orlando  | 4  | 4  | 41,8 | 35,1% | 46,2% | 76,9% | 5,0 | 5,5 | 2,3 | 0,3 | 19,0 |
| 2000  | Phoenix  | 9  | 9  | 42,9 | 46,2% | 26,3% | 71,0% | 4,9 | 5,7 | 1,6 | 1,2 | 20,3 |
| 2003  | Phoenix  | 6  | 6  | 40,7 | 38,6% | 36,0% | 72,2% | 6,0 | 4,3 | 2,2 | 0,8 | 12,7 |
| 2004  | New York | 4  | 3  | 42,0 | 36,5% | 35,7% | 83,3% | 4,5 | 5,8 | 1,5 | 0,3 | 16,5 |
| Razem |          | 64 | 63 | 41,3 | 44,8% | 38,0% | 74,6% | 4,7 | 6,2 | 1,9 | 0,8 | 20,4 |

## Rekordy życiowe
Na podstawie NBA.com (ang.) [Zarchiwizowano 6 lipca 2008]
- 42 punkty (08.11.1995)
- 13 zbiórek (trzy razy)
- 19 asyst (13.04.1995)
- 7 przechwytów (trzy razy)
- 4 bloki (dwa razy)
- 54 minuty gry (08.11.1995)
- 6 celnych rzutów zza linii 3 punktów (02.11.1997)
- 17 celnych rzutów z gry (dwa razy)
- 17 celnych rzutów osobistych (03.04.1997)